# Pardosa gopalai
Pardosa gopalai este o specie de păianjeni din genul Pardosa, familia Lycosidae, descrisă de M.K. Patel și Reddy, 1993. Conform Catalogue of Life specia Pardosa gopalai nu are subspecii cunoscute.